# Przemysław Barański
Przemysław Barański (ur. 28 sierpnia 1955 w Radomiu) – polski artysta fotograf. Członek rzeczywisty Okręgu Świętokrzyskiego Związku Polskich Artystów Fotografików. Członek Radomskiego Towarzystwa Fotograficznego.

## Życiorys
Przemysław Barański mieszka i pracuje w Radomiu. Jest absolwentem Studium Form Fotograficznych w Warszawie. Przyjęty do Związku Polskich Artystów Fotografików Okręgu Świętokrzyskiego w Kielcach (legitymacja nr 763). Szczególne miejsce w twórczości Przemysława Barańskiego zajmuje fotografia pejzażu, architektury, motywów marynistycznych; którą w zdecydowanej większości realizuje w technice „gumy”, również wielobarwnej.
Jest autorem i współautorem wielu wystaw fotograficznych; indywidualnych, zbiorowych, poplenerowych, pokonkursowych. Brał aktywny udział w wielu konkursach fotograficznych krajowych i międzynarodowych, zdobywając wiele medali, nagród, wyróżnień, dyplomów, listów gratulacyjnych. Jego prace zaprezentowano w Almanachu (1995–2017), wydanym przez Fotoklub Rzeczypospolitej Polskiej Stowarzyszenie Twórców, w 2017 roku.
W 1995 roku Przemysław Barański został przyjęty w poczet członków Fotoklubu Rzeczypospolitej Polskiej Stowarzyszenia Twórców. Decyzją Komisji Kwalifikacji Zawodowych Fotoklubu RP, otrzymał dyplom potwierdzający kwalifikacje do wykonywania zawodu artysty fotografa, fotografika (legitymacja nr 066). W działalności Fotoklubu RP uczestniczył do 2021.